# Larisa Ratushnaya
Larisa Stepánovna Ratushnaya (en ruso: Лариса Степановна Ратушная; 9 de enero de 1921 – 18 de marzo de 1944) fue una partisana soviética y  combatiente de la resistencia clandestina. Recibió póstumamente el título de Héroe de la Unión Soviética el 8 de mayo de 1965, veinte años después del final de la guerra.

## Biografía

### Infancia y juventud
Larisa Ratushnaya nació el 9 de enero de 1921 en la pequeña localidad rural de Tyvriv en la gobernación de Podolia (actualmente en el óblast de Vínnitsa, Ucrania), en el seno de una familia de campesinos ucranianos. En 1937, se convirtió en miembro del Komsomol, poco antes de graduarse de la escuela secundaria en 1938. En 1939 ingresó a la Facultad de Mecánica y Matemáticas de la Universidad Estatal de Moscú, pero tuvo que posponer sus estudios debido a la invasión alemana de la Unión Soviética.

### Segunda Guerra Mundial
Después de dejar sus estudios en la Universidad Estatal de Moscú, realizó unos cursos de enfermería para poder alistarse en la milicia local después de completar el entrenamiento ingresó como asistente médico, en la 8.ª División «Krasnopresnenskaya» de la milicia local, donde participó en la Batalla de Moscú. En octubre de 1941 fue capturada y hecha prisionera por las fuerzas alemanas en la zona de Naro-Fominsk, pero luego logró escapar y se dirigió a Vínnitsa. En enero de 1942 se unió a la unidad partisana clandestina de Vínnitsa bajo el mando de Iván Bevz. Ratushnaya se destacó por su talento para falsificar documentos y sellos alemanes, lo que salvó la vida a muchas personas al proporcionar identificaciones para ex prisioneros de guerra y formularios que eximían a las personas de la deportación a Alemania, lo que permitió aún más las actividades de la unidad partisana. Debido a su fluidez en alemán, logró infiltrarse en un campo de prisioneros de guerra y ayudó a varios prisioneros a escapar.

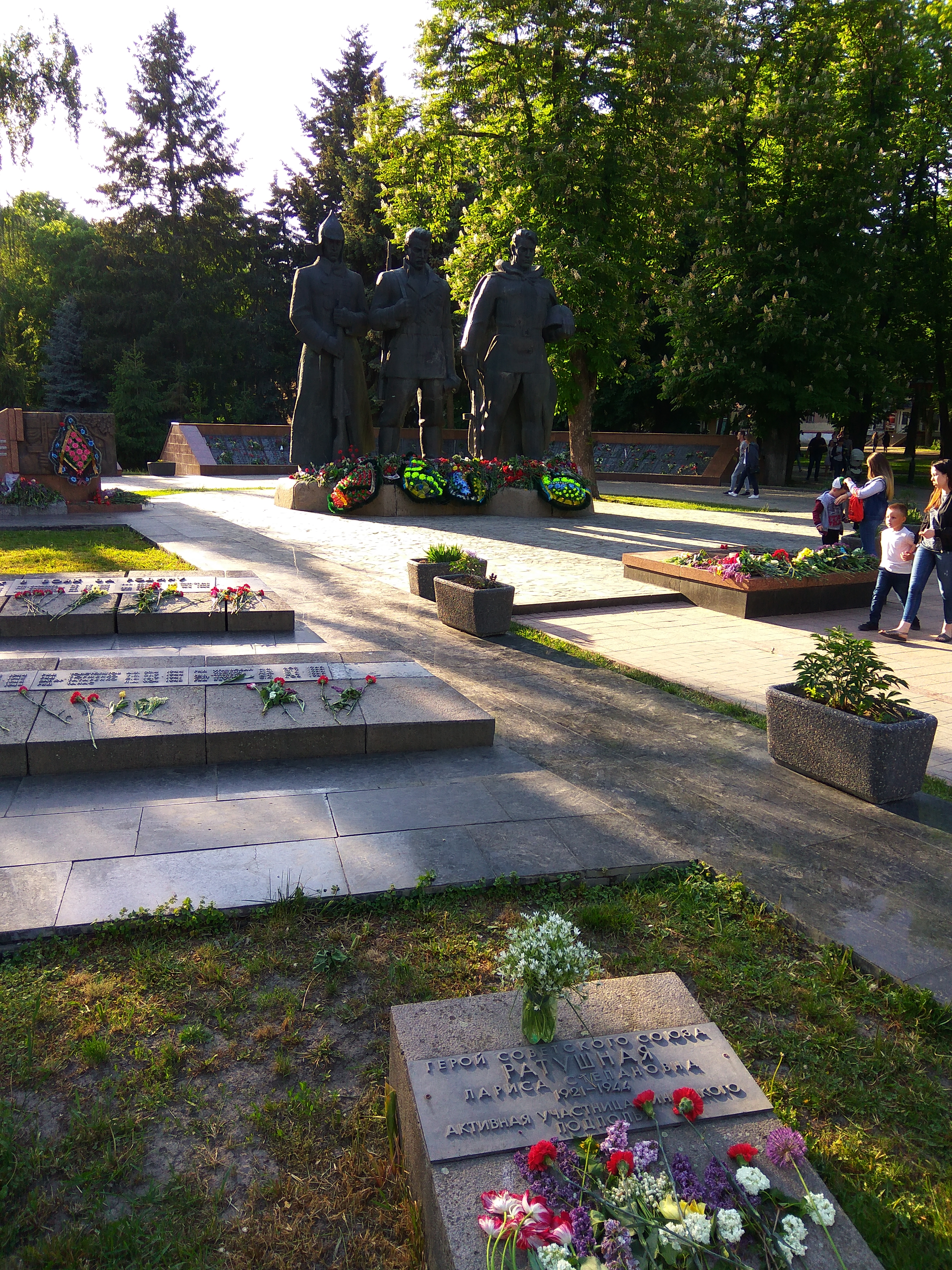
Parque de la Gloria en Vínnitsa, en primer término la lápida de la tumba de Larisa

Ratushnaya fue nuevamente arrestada por la Gestapo en julio de 1942 mientras trabajaba en una fábrica de velas y la enviaron al campo de concentración de Hnivan, del que escapó en abril de 1943. Después de su segunda fuga, volvió a las actividades partisanas, trabajando en una improvisada imprenta donde trabajaba imprimiendo panfletos contra el Eje y entregó varios suministros, incluidas armas, municiones y medicamentos a otros destacamentos partisanos. El 18 de marzo de 1944 fue asesinada por un infiltrado del Eje en su unidad que llamó a su puerta y pidió hablar con ella antes de dispararle dos veces. Fue enterrada con todos los honores militares en el Parque de la Gloria en Vínnitsa, donde ahora hay un monumento a la llama eterna.
El 8 de mayo de 1965, más de veinte años después de su muerte, por Decreto del Presídium del Sóviet Supremo de la URSS, Larisa Ratushnaya, oficial de enlace de la organización clandestina de la ciudad de Vínnitsa, recibió póstumamente el título de Héroe de la Unión Soviética, junto con la Orden de Lenin y la Medalla de la Estrella de Oro.

## Condecoraciones
- Héroe de la Unión Soviética (8 de mayo de 1965)
- Orden de Lenin (8 de mayo de 1965)

### Listas relacionadas
- Lista de heroínas de la Unión Soviética